# 佩尔图肖
佩尔图肖（義大利語：Pertusio），是意大利都灵省的一个市镇。总面积4平方公里，人口778人，人口密度194.5人/平方公里（2009年）。ISTAT代码为001187。